# ドルチェ&ガッバーナ

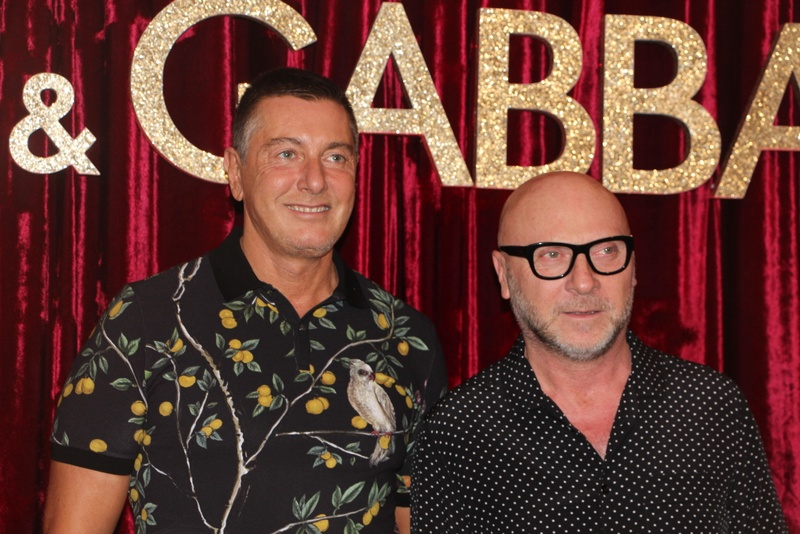
ドメニコ・ドルチェとステファノ・ガッバーナ

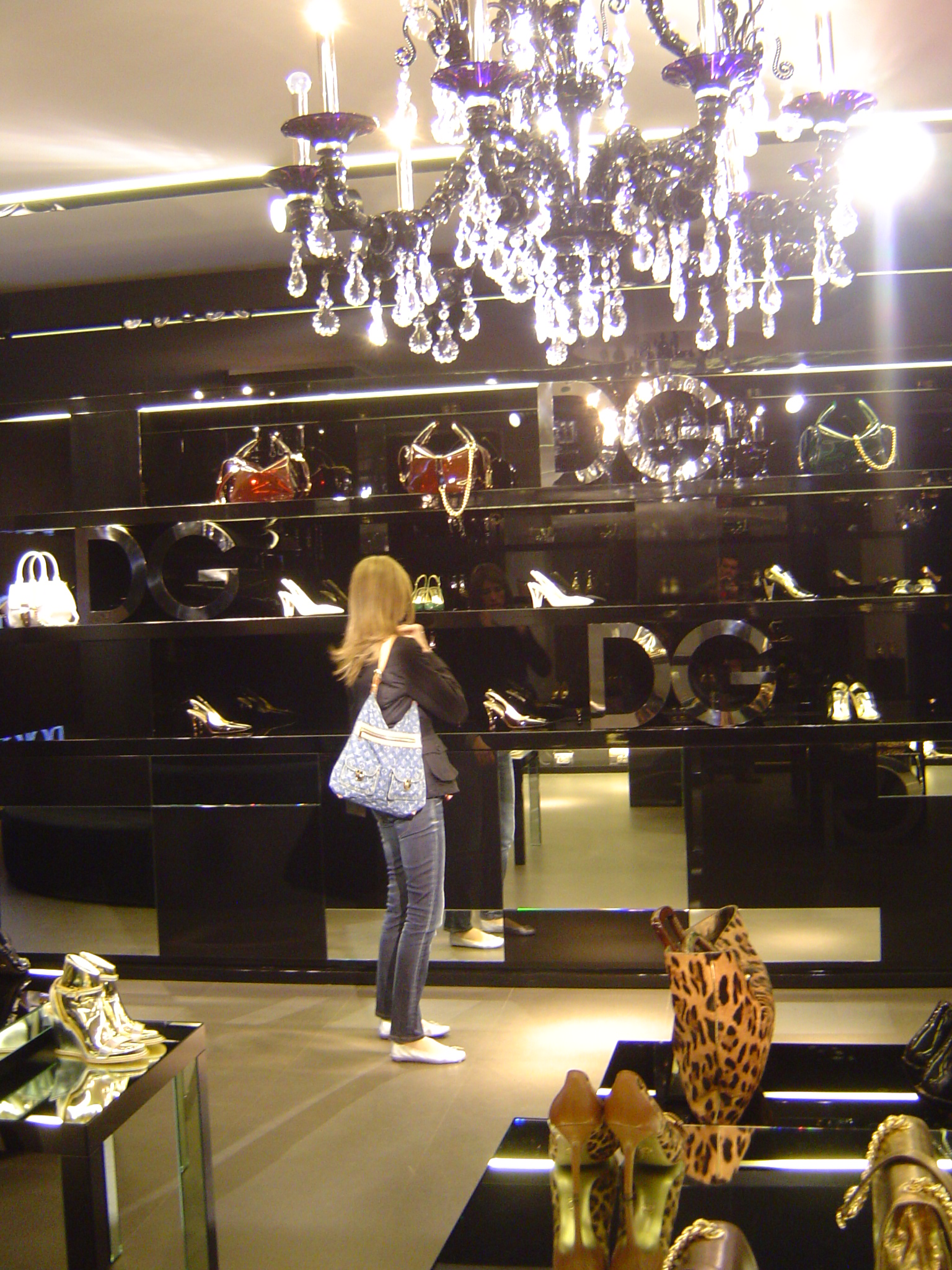
ミラノのデッラ・スピーガ通りの店舗

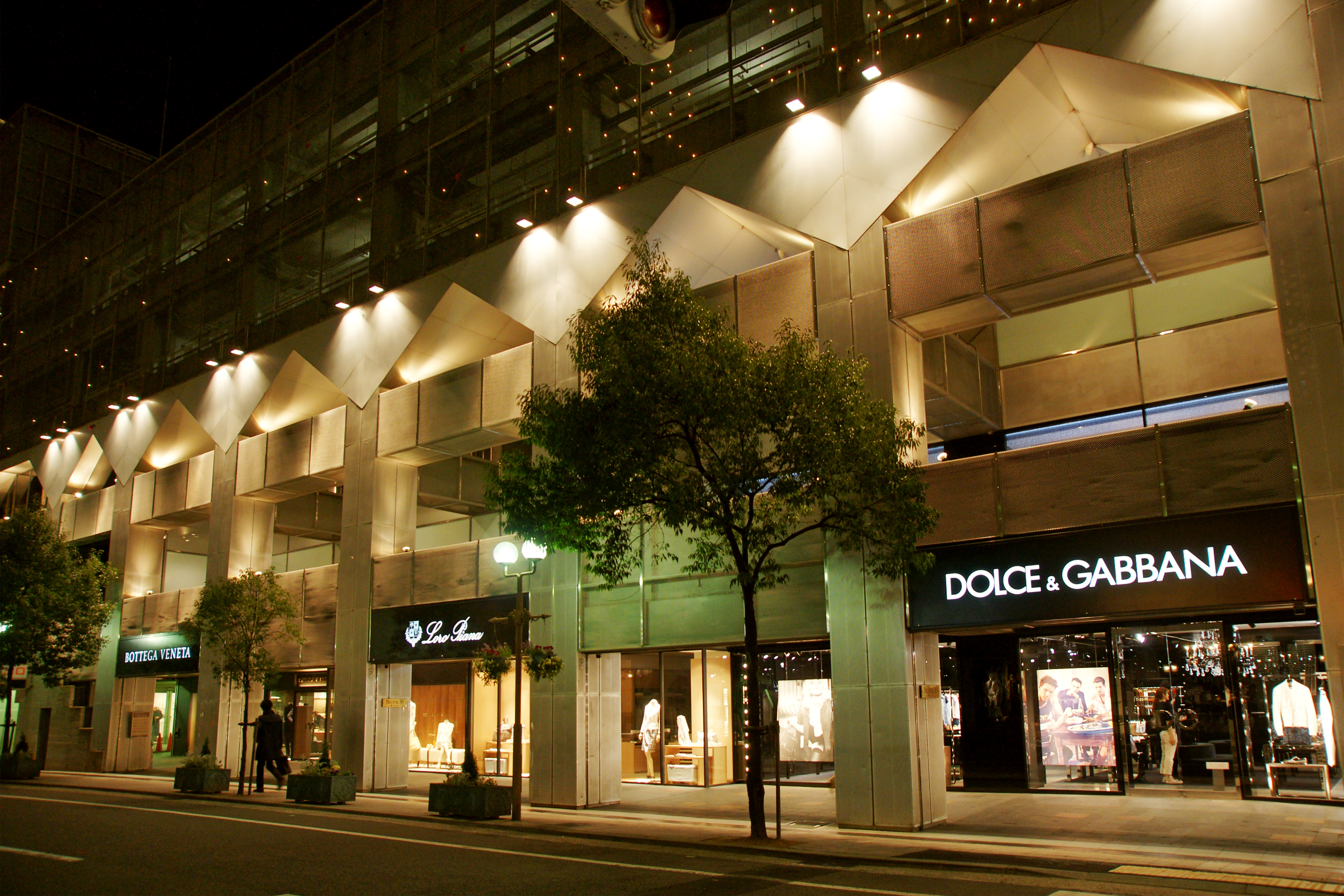
神戸旧居留地の店舗

ドルチェ&ガッバーナ （ドルチェ・エ・ガッバーナ、イタリア語発音: [ˈdoltʃe e ɡabˈbaːna]）は、イタリアを代表する世界的なラグジュアリー（高級）ファッションブランドである。イタリア人デザイナーのドメニコ・ドルチェとステファノ・ガッバーナによって創立、イタリアのミラノに本拠地を構える。2005年には収益が5億9,700万ユーロにまでなった。

## ブランド
日本語の公式の転写は「ドルチェ&ガッバーナ」。「ドルガバ」とも略される。

### 初期
ドメニコ・ドルチェは、1958年8月13日、シチリア州ポリッツィ・ジェネローザ生まれ。父親は仕立て職人、母親は服地などを売っていた。ドルチェは6歳の時に初めて自分の服をデザインして仕立てた。
ステファノ・ガッバーナは、1962年11月14日、ミラノ 生まれ。両親はベネト州出身で父親は印刷工、母親は洗濯婦。
二人ともそれぞれ別のデザイン学校で学んだのち、同じ服飾デザイン事務所で働いた。2人が初めて接したのは、ドルチェがガッバーナの勤務するデザインスタジオに、職を求めて電話をした時である。やがてドルチェが勤務を開始すると、ガッバーナは彼の面倒をみるようになり、デザイン事務所でのデザインのプロセスからデザイン画の描き方まで何でも教えた。ドルチェの勤務開始後間もなくガッバーナは、18ヶ月間の兵役義務に服すことになるが、1982年の徴兵期間終了後、彼らは共同でデザインコンサルタント事務所を開設する。二人はゲイ・カップルであることを公表している（2005年に解消）。
共同経営であったにもかかわらず、常に別々に請求書を発行していたが、経理担当者の提案で2人まとめて作成するようになる。その結果手続きが簡略化し、コストも下げることができた。それ以後、2人はクライアントに「ドルチェ・アンド・ガッバーナ」と連名の請求書を発行するようになり、やがてその名称が、彼らの手掛けるデザインビジネスの名称になる。1985年10月、ミラノ・コレクション（Milan Fashion Week）で他の5つのイタリア新ブランドとともに、初発表された。モデルを起用する資金がなく、友人に協力を依頼した。また、身に付けさせるアクセサリーを調達する資金もなかったので、友人モデルたちは自分のアクセサリーを着けて衣装を引き立たせた。また彼らは、ドルチェが自宅から持ち出したベッドシーツを、ステージのカーテン代わりに使用した。
2人のブランドの初コレクション名は「Real Women（真の女性）」。これは地元のアマチュア女性をモデルに起用したことが由来でもある。彼らの初コレクションからの収入は非常に期待外れだったので、ガッバーナはセカンドコレクション用に注文した生地のオーダーのキャンセルを決断する。しかしドルチェの家族は、シチリアでクリスマスを過ごそうとドルチェの家族を訪ねた2人に、費用を負担することを申し入れた。その時点で、生地会社はまだキャンセル通知を受け付ける前だったため、2人がミラノに戻る頃には、生地の準備がすでにできていた。1986年にはセカンドコレクションを手掛け、同年彼らは初店舗をオープンした。
アメリカのジャーナリスト、マイケル・グロスは、彼らの第3回コレクションに関して1992年のインタビューでこう記している。「彼らは、わずか一握りのイタリアのファッション誌編集者にしか知られていない存在でした。わずかしかいない彼らのモデルたちは、ボロボロのスクリーンの裏で着替えていました。彼らはその時のコレクションを、コットンTシャツとしなやかなシルクの変革と呼んでいました」。このコレクションの作品は、1点につき7通りの着こなし方が可能で、ベルクロやスナップボタンを使って服の形を様々に変化させることができた。
第4回コレクションは、イタリアファッション市場に初めて大きな衝撃を投げかけた。ドルチェはこのコレクションで、彼の出身地シチリアのルーツを取り入れた。このキャンペーン広告写真はシチリアにて、写真家のフェルディナンド・シアナによって、1940年代のイタリア映画の雰囲気を取り入れて白黒撮影された。第5回コレクションでも引き続きイタリア映画の雰囲気が取り入れられ、イタリアの映画監督ルキノ・ヴィスコンティの作風と彼の映画『山猫 』の雰囲気を真似た。
これまでにデザインされた貴重な100点のドレスについて解説した本の中で、著者ハル・ルビンスタインは、彼らの第4回コレクションに出展した作品の1つを、「シシリアン・ドレス」と名付けた。これは当時の彼らのブランドの中で、これが最も代表的な作品と考えられたからである。ルビンスタインは2012年にこのように記している。「このシシリアン・ドレスはドルチェ&ガッバーナの核心ともいえる作品で、このブランドのスタイルの基本ともなるものです。このドレスは女性の下着からヒントを得ています。その下着とは、アンナ・マニャーニがこよなく愛したスリップであり、アニタ・エクバーグやソフィア・ローレンなどの女優たちを美しく飾ったシルエットだったのです。このドレスのストラップはまるでブラジャーのそれのようにぴったりと体にフィットしています。襟ぐりはまっすぐ横にカットされていて、その2箇所にストラップがついています。両端ではバストを優しく包み、中央でやさしくバストをプッシュアップしています。このスリップは、単にずれ落ちることがないだけでなく、ウエスト周辺では体をしっかりとサポート。だからといってきつく締め付けているわけではありません。そしてヒップの所で広がりヒップラインを強調してから軽く垂れ下がり、膝の辺りで裾が軽くすぼまって、歩くごとにヒップが揺れて見えるようにデザインされているのです」。

### 新ラインと新マーケット
1987年、2人はニットウェアラインを発表、1989年にはランジェリーとビーチウェアのデザインを開始。1990年には初のメンズコレクションを発表する。同年、彼らはデザインスタジオを初の正式オフィスとし、元来の衣類デザインに加えて、ドレスなどといった高額な作品も手掛けるようになった。1990春夏レディースコレクションでは、ラファエロの神話画プリントを採用。また2人は、クリスタルをあしらったドレスで評判を築き始める。1991秋冬レディースコレクションでは、フィリグリー（金銀線細工）のメダルや派手な装飾をあしらったコルセットなど、アクセサリー素材をふんだんに使用した。1992秋冬レディースコレクションでは、クリスタル使いのボディースーツを発表しつつも1950年代の銀幕の世界のイメージを取り入れていた。
1991年、彼らのメンズコレクションが、その年の最も斬新なメンズコレクションとしてウールマーク・プライズを受賞。 1990年、カンヌ国際映画祭での『イン・ベッド・ウィズ・マドンナ』（原題：Truth or Dare、別題：In Bed With Madonna）のプレミア試写会で、宝石をふんだんにあしらったドルチェ&ガッバーナのコルセットとジャケットをマドンナが着用したのがきっかけで、国際的に高い評価を得る。その後1993年には2人はマドンナとパートナーを組み、1992年のアルバム『エロティカ』（Erotica）発売後の1993年、彼女の世界ツアー「ザ・ガーリー・ショー（原題：The Girlie Show）」では、1500着以上の衣装のデザインを手掛けた。とあるインタビューでマドンナは衣装について次のように答えている。「彼らのデザインする服はセクシーなのにユーモアがあります。私みたいにね」。1994年には、彼らのデザインスタジオのトレードマークであるダブルのジャケットが、モデルのクリスティー・ターリントンにちなんで「ターリントン（La Turlington）」と名付けられた。同年、彼らは若者を対象としたセカンドライン「D&G」を立ち上げる。1996年、D&Gのファッションショーは、新メディアへの実験的な移行を目的としてインターネットを介してのみ公開され、会場でのショーは行わなかった。同年、ドルチェ&ガッバーナは映画『ロミオ＋ジュリエット』（原題：Romeo + Juliet）でも衣装デザインを担当した。
映画界においては、ドルチェとガッバーナは、ジュゼッペ・トルナトーレ監督による1995年のイタリア映画 『明日を夢見て』（伊: L'uomo delle stelle、英: The Star Maker）にエキストラとして出演している。さらにロブ・マーシャル監督の映画『NINE』（ナイン、原題:  Nine）でも特別出演をしている。また、デュラン・デュランのミュージックビデオ『ガール・パニック！』（原題：Girl Panic! ）では、2人はスタイリストの役で出演している。
1990年代の市場拡大においては、1989年、日本での初ブティックをオープンするにあたって、ドルチェ&ガッバーナ社はオンワード樫山との合意書にサインした。1992年には初のレディースフレグランス「Dolce & Gabbana Parfum （ドルチェ&ガッバーナパルファム）」を発表、1993年にはPerfume Academy（パフュームアカデミー）でレディース部門ベストフレグランス賞を獲得した。1995年には、彼らの初メンズフレグランス「Dolce & Gabbana Pour Homme（ドルチェ&ガッバーナプールオム）」が、同アカデミーでメンズ部門ベストフレグランス賞を獲得した。また同年、ドルチェ&ガッバーナ社は、アメリカのマフィアをイメージしたコレクションを発表したため、イギリスとイタリアのマスコミ間で物議を醸した。ドルチェ&ガッバーナはこの1995年の秋冬物のテーマをレディースにも取り入れたため、評論家たちはこれをエロティックな作品であるとコメントした。2人はこのテーマを以前にも使用したことがある。1992年、写真家のスティーヴン・マイゼルは、彼らのデザインスタジオの広告キャンペーン用に「gangster chic（マフィア風）」のポーズをしたモデルたちを撮影した。これには、1930年代スタイルの襟幅の広いコートや黒のレザーキャップなどが取り入れられている。
作家のニルパマ・プンディヤは次のように解説している。「ドルチェ&ガッバーナは、非常に女性らしくて空想に満ちたスタイルを持っていて、1990年代に流行していた真面目なイメージの非常に落ち着いたファッションスタイルからはかけ離れていました」。

### 世界的ブランドへ
ドルチェ&ガッバーナは、その後もマドンナとのパートナーシップを続け、彼女の2000年のアルバム『Music（ミュージック）』発売後の2001年、ワールド・ツアー『Drowned World Tour（ドラウンド・ワールド・ツアー）』でコスチュームデザインを担当。またミッシー・エリオットやビヨンセ、メアリー・J. ブライジなどのワールド・ツアーの衣装デザインも担当した。1999年には、トーク番組『オプラ・ウィンフリー・ショー』（The Oprah Winfrey Show）で女性歌手ホイットニー・ヒューストンが、ツアー『マイ・ラヴ・イズ・ユア・ラヴ』（My Love is Your Love）ツアーで着用予定の彼らのデザインした衣装を着て登場し、それを見たファッションおよび音楽評論家たちは、異常に「際どい」スタイルであるとコメントした。2000年以降も2人は、「ショーガール：ホームカミング」ツアーでのカイリー・ミノーグの衣装など、音楽界のアーチストたちの衣装デザインを続けた。マドンナはまた、2010年のドルチェ&ガッバーナ広告キャンペーンに参加している。
2000年代に入るとドルチェ&ガッバーナは、サッカー界からの影響も多大に受けるようになる。2003年のメンズラインは、主に世界のトップクラスのサッカー選手をテーマとしたものだった。また他の分野のアーティストも、ドルチェ&ガッバーナの影響を受けた。ダンスミュージック・アーティストのフランキー・ナックルズは、2003年にこうコメントしている。「このブランドは、ファッションと音楽のトレンドになる『素晴らしいバロメーター』です」。デザイン界での反響に関しては、2002年にドルチェ&ガッバーナの主要デザイン路線であったコルセットが、ヨーロッパの多くの著名デザイナーによって次期トレンドとして取り入れられた。近年では、ドルチェ&ガッバーナは、バイヤー向けに彼らのショーへの特別招待を始め、ファストファッション企業が彼らのデザインのコピーを先買権によって取得できるよう、コレクションが公開される前にこれらのバイヤーに販売を始めたのだ。
2012年、D&Gはドルチェ&ガッバーナと統合し、主要ラインを強化する。D&Gブランドとしての最後のコレクションは、2011年9月に開催された2012春夏コレクションであった。2005年に発行されたザ・ニューヨーカー（英: The New Yorker）の記事にはそれぞれの10年間を特徴付けるgli stilisti （デザイナー）の感性としてプラダが1990年代を、アルマーニが1980年代を代表するものだったのに対して、ドルチェ&ガッバーナは2000年代を代表するブランドになりつつある、と発表している。個人の業績に関しては、1996年および1997年にドルチェ&ガッバーナは、月刊誌FHM（エフエイチエム）によってその年の最優秀デザイナーに選ばれた。2003年には、GQ（ジーキュウ）マガジン（GQ Magazine）にて生き方、仕事、スタイルにおいて最も輝いた男性たちに贈る「メン・オブ・ザ・イヤー」に選ばれた。翌年、イギリス版『ELLE』誌の読者投票によって選ばれるエル・スタイル・アワードで、ドルチェ&ガッバーナは2004年度のベスト・インターナショナル・デザイナー賞に輝いた。2010年6月19日には、ドルチェ&ガッバーナ・ブランド誕生20周年記念式典が、ミラノのスカラ広場およびマリノ宮で開催され、翌日一般公開が行われた。会場にはいくつものテレビがランダムに配され、それぞれのテレビは以前に発表されたコレクションをそれぞれに映し出し、それまでの20年間を振り返った。

## ブランド設定

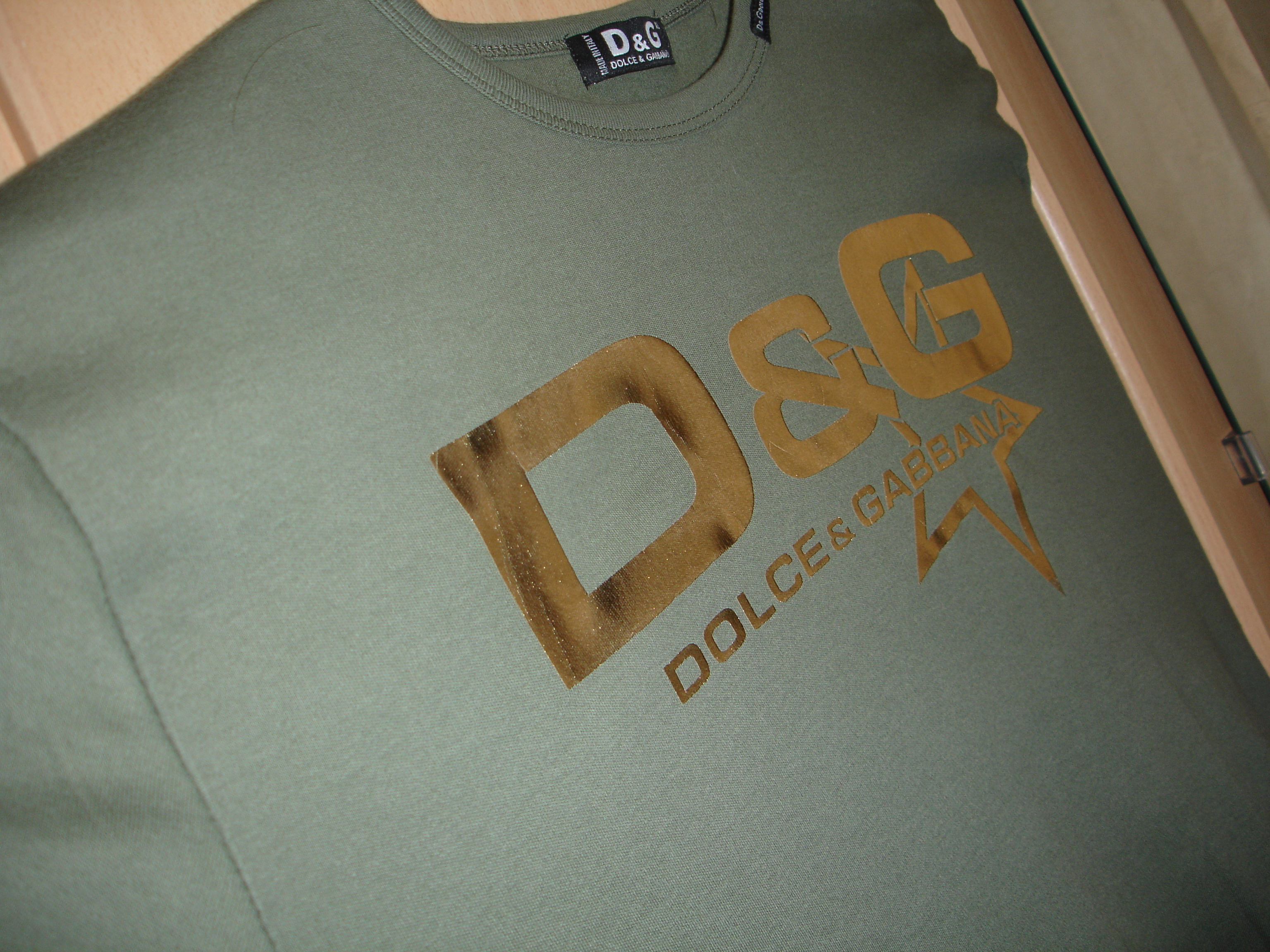

ドルチェ&ガッバーナには2つのメインライン（D&Gおよびドルチェ&ガッバーナ）があったが、2012年に統合し、現在はドルチェ&ガッバーナのみになっている。

### ドルチェ&ガッバーナ
ドルチェ&ガッバーナ（英語表記のブランド名Dolce&Gabbanaは、企業名とは異なり、「&」の前後にスペースは入らない）は、高級アイテムを専門に扱うブランドで、デザイナーの影響を強く受け、フォーマルで「不朽」の長期に渡るブランドで、季節感をうまく取り入れている。
バッグ、靴、財布などの小物類、コスチュームジュエリー、時計、またライセンスを受けたメーカーによるOEM展開でサングラスや眼鏡、メイクアップ用品、香水も扱っている。
毎シーズンのコレクションのテーマは「シチリア島の歴史」で固定されており、シーズンごとにフィーチャーする時代が異なる。

### D&G
D&Gは都会的な印象のカジュアルラインで、流行を追うというよりはむしろ、流行を作り出すことに力を入れている。より若々しく、色鮮やかな色彩の、ディフュージョンラインである。メインブランドとは違い、ライセンスで早期から腕時計も商品化していた。初のメンズコレクションは1994年1月、レディースコレクションは同年4月に発表。
2012年8月をもって全面廃盤となった。

### その他のライン
ドルチェ&ガッバーナは、ブライダルコレクションも展開していたが、1992年から1998年までの間だけである。1994年に開始したホームコレクションは、D&Gの自社ビル用に使用する分を除いて1999年に終了している。レディースのビーチウェアは1989年に開始、続いて翌1992年にメンズ版を開始した。アイウェアコレクションは1998年に、時計ラインは2000年に開始。同年、ドルチェ&ガッバーナのランジェリーコレクションとは別に、D&Gはメンズおよびレディースのインナーウェアを開始する。2001年には子供向けにD&Gジュニアラインを開始。2006年にはレオパード柄の女性用アクセサリーライン、Animalier（アニマリエ）を発表。2007年にはメンズラインにワニ革を使ったトラベルケースを開始。その他のバッグコレクションにはMiss Sicily（ミス・シシリー）のトートバッグやストロー＆レザー素材の「ドルチェ」バッグなどがある。
2009年には、アメリカの女優、スカーレット・ヨハンソンを広告キャンペーン･モデルに起用し、初のコスメラインを発表。2011年後半にはファインジュエリーも開始し、宝石をあしらったロザリオやチャームブレスレット、ネックレスなど約80ラインを発表した。またドルチェ&ガッバーナは、前にも述べたようにフレグランスラインで様々な賞を受賞している。最新のフレグランスには、「The One （ザ・ワン）」「Sport（スポーツ）」「Light Blue（ライトブルー）」「Classic（クラシック）」「Sicily （シシリー）」「Rose The One（ローズ・ザ・ワン）」そして初代「Pour Homme（プールオム）」と「Parfum（パルファム）」がある。

### インターネット
ドルチェ&ガッバーナ社は、シンボルに「DG」ロゴを採用したが、 DG.comのURLを取得することはできなかった。
事実、DG.comは現存するインターネット・ドメインの中でもかなり古くから存在していて、1986年にすでにコンピューター会社のデータゼネラルによって取得されていた。その後2010年6月にアメリカの雑貨店チェーン、ダラーゼネラルが取得し、独自のDGロゴで商品販売を展開している。現在DG.comは存在しない。

## パートナーシップ

### スポーツ
ドルチェ&ガッバーナは、2004年以来ACミランのユニフォームデザインを手掛けている。それに加え、ACミランの選手たちは、フィールド外での公式行事用にドルチェ&ガッバーナデザインの服が支給される。2人はまたサッカーイタリア代表の公式オフフィールド・スーツのデザインも担当。2010年にはチェルシーFCと3年にわたる契約を結び、オンフィールド・ユニフォームやオフフィールド・スーツのデザインに携わった。契約内容には男性スタッフや選手たちの衣類に加えて、女性スタッフの衣類のデザインも含まれていた。クラブの公式オフフィールド・スーツは、胸ポケットにライオンのエンブレムをあしらったダークブルーのスーツ。2人はまた、クラブラウンジおよびメインオフィスのレセプションエリアの改装デザインも担当した。また、ワールド・シリーズ・オブ・ボクシングのイタリアチーム、ミラノ・サンダーのネーミングライツスポンサーにもなった。

### コラボレーション
2006年、ドルチェ&ガッバーナはモトローラとのコラボレーションによる携帯端末「MOTORAZR V3i ドルチェ&ガッバーナ」を発表。2009年にはソニー･エリクソンと提携して、携帯端末コレクション「Jalou」ラインが発売される。これには24金メッキされたパーツが組み合わさっていて、コラボレーションによって制作されたハイテクデバイスにブランドのロゴが施されている。またシトロエン社とも提携をし、C3 Pluriel（チ・トレ・プルリエル）の共同デザインを手掛けた。2010年、マルティーニ社と提携してベルモット「マルティニ・ゴールド」を展開。同年、マドンナとのコラボレーションによるサングラス･コレクション「MDG」の発売を開始した。

## 広告キャンペーン
ドルチェ&ガッバーナ初のレディース・パフュームのコマーシャルは、映画監督のジュゼッペ・トルナトーレによって制作された。音楽はエンニオ・モリコーネが担当、モデルにイタリアの女優モニカ・ベルッチを起用した。このコマーシャルはイタリア国内で何年にも渡って放送された。30秒間のこのシュルレアリスムのコマーシャルでは、ある男性が潮溜まりにある岩の上に蛸を叩きつけるシーンから始まる。彼は立ち上がってあたりを見回すと、異なる階級出身であろう女性に出くわす。その女性（ベルッチ）は、別の2人の女性が手にする白いシーツの向こう側で、50年代スタイルの水着に着替えているところであった。着替えが終わると、その女性は身に着けていたブラジャーをサボテンの上に放り出し、水際へと歩き出す。その後、彼女が整えられたベッドの上で横たわっていると、その男性が彼女のブラジャーを鼻に押し付けながら窓の外から彼女を見ている。このコマーシャルは黒の背景にドルチェ&ガッバーナのパフュームボトルが浮かび上がった後、幕を閉じる。2003年、ドルチェ&ガッバーナのパフューム「シシリー」もまたシュルレアリスム風の作品で、シシリアの葬儀を舞台とした、同じくジュゼッペ・トルナトーレによる作品である。
2006年、香水「The One（ザ･ワン）」のコマーシャルには、ブラジル出身のファッションモデル、ジゼル・ブンチェンを起用。このコマーシャルでは、ブンチェンが化粧鏡の前でメイクを施しているところにカメラマンの一群のフラッシュが押し寄せてくる。彼女はその後ゴールド色のドレスにヒール、そしてD&Gのサングラスを身に着ける。ドルチェ&ガッバーナの広告キャンペーンに協力したカメラマンおよび映画監督たちには、ジャン・パオロ・バルビエリ、ミッシェル・コント、ファブリツィオ・フェリ、 スティーゔン・クライン、スティーブン・メイセル、マート＆マーカス、ジャン・バプティスト・モンディーノ、フェルディナンド・シアナ、ジャンパオロ・スグーラ、マリオ・ソレンティ、ソルベ・スンツボ、マリオ・テスティーノ、ジュゼッペ・トルナトーレ、そしてマリアーノ・ヴィヴァンコなどがいる。ドルチェ&ガッバーナはまた、ドイツにて広告業界の賞として最も重要な「Leadaward」を、2004年の2003/04秋冬キャンペーンおよび2006年の2005/06秋冬キャンペーンにて2度受賞している。

## 影響とスタイル
ボヘミア地区のリサイクルショップからヒントを得た、ドルチェ&ガッバーナの非常に色鮮やかなアニマルプリントは、「haute hippy dom」と呼ばれ、イタリアの有名な映画史の影響を受けていた。ドメニコ・ドルチェは次のように表現している。「私たちがデザインをする時は、映画制作みたいなのです。まずストーリーを考えて、それからそれにマッチするデザインを考えるからです」。彼らは、流行を作り出すよりも、着る人を引き立たせる最高の服を作りたいと主張する。彼らは、自分たちがファッション史に功績を残したのは、例え黒のブラジャーだけだったとしても構わないと言う（ドルチェ&ガッバーナ、2007年）。
D&Gは、下着からヒントを得たデザイン（コルセットやブラジャーの留め具）、マフィア風ピンストライプスーツ、派手なプリント柄コートなどがトレードマークになっている。一方でレディースコレクションは、例えば1987年にはモデルのマルペッサを起用し、フェルディナンド・シアナ撮影による白黒の広告などといったパワフルな広告キャンペーンを展開している。ロッセリーニはこう述べている。「彼らのデザインは、よくある黒のドレスや、ボタンをしっかり留めたブラウスとは違うのです。私が初めて袖を通した彼らの服は、白いシャツでした。非常に質素でしたが、そのデザインは、まるで私のバストがあふれんばかりに大きく見えるように仕立ててあったのです」。
かつてドルチェとガッバーナは「イタリアファッション界のギルバート&ジョージ」と呼ばれたことさえある。 2人は1996年にはテクノビートに載せて "D&G is love" と淡々と繰り返し歌ったシングルCDを制作。彼らのファッションへの情熱を音楽へと取り込んだ（ドルチェ&ガッバーナ、2011年）。ヴェルサーチやアルマーニといったイタリアの大型ブランドに比べて、どちらかと言えばデザイン界に新参である2人の驚くべき功績には、運が味方したのだと彼らは認める。1997年には彼らの企業は4億に達成したため、2人は40歳になったら引退するつもりであると発表した－実現には至らなかったが。

## ドルチェ&ガッバーナ執筆の書籍
衣類のデザインに加えて、ドルチェとガッバーナは、彼らのコレクションとともに詳細なコメントを加えた20冊以上におよぶ書籍を共同執筆している。これらの本の売り上げの多くは、「Children’s Action Network」や「Butterfly Onlus」「école sans frontières（国境なき学校）」等の慈善団体に寄付している。以下が彼らの著作物の一覧である：
- 10 Anni Dolce & Gabbana（ドルチェ&ガッバーナの10 年。ドルチェ&ガッバーナ設立当初10年間で特に貴重だった広告や画像を集めたコレクション）[64]
- Wildness（ワイルドネス）[65]
- Animal（アニマル）[66]
- Hollywood（ハリウッド。1985年以降に最も活躍した映画スターたちの写真を 100 点以上収録）[67]
- Calcio（カルチョ。サッカーチーム3 チーム、選手 44 人、および監督 2 人の写真を収録）[68]
- A.C. Milan（ACミラン）[69]
- Music（ミュージック。世界的に認められたミュージシャン150人以上を紹介）[70]
- 20 Years Dolce & Gabbana（ドルチェ&ガッバーナの20年。各コレクションの年代別の写真集。1000点以上の写真を使用している）[27]
- Milan（ミラン）[71]
- 2006 Italia（2006 イタリア。 2006年サッカーワールドカップ大会でのイタリアの優勝を記念して刊行）[72]
- Fashion Album（ファッション・アルバム。ドルチェ&ガッバーナコレクションに貢献した偉大な写真家に敬意を表して出版。400点以上の画像を掲載）[73]
- Secret Ceremony（シークレット・セレモニー）[74]
- Family（ファミリー。人生の中心となる家族に焦点を置いた本）[27]
- The Good Shepherd（よき羊飼い。ドルチェ&ガッバーナの服に身を包んだ羊飼いの日常を描いた作品）[75]
- Milano Beach Soccer（ミラノ･ビーチ･サッカー）[27]
- Diamonds & Pearls（ダイヤモンド&パール）[76]
- 20 Years of Dolce & Gabbana for Men（ドルチェ&ガッバーナメンズ･コレクションの20年）[77]
- Icons 1990-2010（アイコン 1990 – 2010）[78]
- Fashion Shows 1990 – 2010（ファッション･ショー 1990 – 2010）[79]
- Nazionale Italiana: South Africa 2010（イタリア代表: 2010 年南アフリカ。2010 FIFAワールドカップに向けてトレーニングするサッカーイタリア代表の様子を追った作品）[80]
- Uomini（男たち）[81][82]
- Milan Fashion Soccer Players Portraits（ミラン・ファッション・サッカー選手のポートレート）[83]
- David Gandy（ダヴィッド･ガンディー。男性モデルダヴィッド･ガンディーの日常を1年に渡って追跡）[84]
- Campioni（チャンピオン）[85]

## スペースおよび展示会場
ドルチェ&ガッバーナは1995年9月、サン・ダミアーノにデザインオフィス「La sede di via San Damiano」を設置。2002年にはゴルドーニに7階建てのビルにブティックおよび代表オフィスを併設したショールーム「Lo showroom di via Goldoni」を開設、Piazza Umanitariaにあったメインショールームがここに移転した。2006年7月には、ミラノに5,000平方フィート（約450㎡）の面積を誇る展示会場「Lo showroom di via Broggi」をオープン。また1940年代後半に建設されたミラノでも有数の歴史を誇る劇場「Il Metropol（メトロポル）」を買収して改修、2005年9月に再オープンした。2006年にはカフェやバー、ビストロやレストランエリアを備えた施設「GOLD」を新設。これは、酒類販売業者と提携して2003年にオープンした、ミラノ男性のためのバー「マルティーニ･バー」に続く飲食分野での展開である。マルティーニ･バーは、後の2006年には上海のショールームにもオープンしている。また、ドルチェ&ガッバーナは、2009年には、80カ国以上の国々でブッティック93店舗にファクトリーアウトレット11箇所を所有している。合計で251のブランドストアがある。
ファッションショーの開発およびコレクションの広告キャンペーンに加え、ドルチェ&ガッバーナ社は自社スペースを写真家や他の美術展用に提供している。メトロポルオープン直後には、彼らはロビースペースにて2006年4月から2007年4月まで、アーティスト、ロン・アラッドの展示会「Blo – Glo」、2007年4月下旬には同アーティストの「Bodyguards」を開催。2007年にはエンゾ･セレリオ、2008年にはハーバート・リストの写真展を開催。2011年には、本社屋外で建築スタジオ「Studio Piuarch」の建築展を一般公開。同スタジオの1996年以降の様々な建築デザインやプロジェクトを展示した。またStudio Piuarchはドルチェ&ガッバーナの本社の建築デザインを担当。展示会やオープンハウスが開催できるようにデザインされており、2006年に完成した。
ドルチェ&ガッバーナはまた、そのスペースを2011年出版の写真集「ダヴィッド･ガンディー」など、彼らのデザインした服の写真集の出版記念イベントなどにも利用している。彼らはまた、他のスペースも利用している。2009年5月には、ミラノのラジョーネ宮でアメリカ版ヴォーグの90年以上におよぶ歴史の中から、100点以上の写真を集めて展示した。この写真展は「Extreme Beauty in Vogue（ヴォーグにみる究極の美）」と名付けられた。
また同社は、Legnano （レニャーノ）およびIncisa Val D’Arno（インチーザ・ヴァル・ダルノ）に生産工場を構える。

## 展開元
大多数の商品はドルチェ&ガッバーナ社の自社工場で製造されるが、一部ライセンス製品も見られ、ルックスオティカ社がアイウェア商品、P&Gプレステージ・ボーテ社が化粧品・香水などについてライセンスを保有している。2012年まで展開されていた「D&G タイム&ジュエルス」もライセンス製品で、展開終了時点では米国フォッシル社がライセンス保有会社となっていた。
日本における販売総代理店は以下の通り。
自社工場製品 - ドルチェ・アンド・ガッバーナ・ジャパン
ルックスオティカ社製 - ミラリジャパン（ドルチェ&ガッバーナ アイウェア）
P&Gプレステージ・ボーテ社製 - 資生堂
- 2020年に発表された瑛人の楽曲「香水」の歌詞に「ドルチェ&ガッバーナの香水」が触れられている。

## 論争

### 広告
2007年1月、イギリスの組織広告基準局 は、ドルチェ＆ガッバーナの広告のうち、モデルがナイフをかざす構図ものについて批判した。
2007年2月には消費者団体から別の広告における「一人の男性が女性を地面に押し倒し、それを複数の男性が見る」という構図が問題視され、ドルチェ＆ガッバーナはその広告をスペインから撤去した。
スペインのLabour and Social Affairs Ministry はこの広告を違法で女性を辱めるものとし、広告における女性のポーズはドルチェ＆ガッバーナがPRしようとしている製品とは関連がないと述べている 。
イタリアの公共広告監視機関（Advertising Self-Discipline Institute：IAP）も、女性に対する暴力を彷彿とさせるとして、この広告の差し止めを発表した。また、アメリカ合衆国の雑誌デボネア（Debonair Magazine）はこの広告を「公然と輪姦を賛美している」とし、「ファッション史において最も論争を呼んだ広告」と呼んだ 。
スペインでこの広告が禁じられたことについて、ドルチェ＆ガッバーナは「スペイン人は少々保守的だ」（"Spaniards were a bit backward."）とコメントした 。
デイリー・メールはこの広告が女性の尊厳を害するものだと報じた。
それから7年後、ファッション評論家ケリー・カットローンが自身のツイッターでこの問題について触れたことにより、議論が再燃した。
Nextshark.comによると、カットローンはその広告について「半裸の男が一人の女性を地面に押し付け、ほかの3人の男がそれを見ている様子は乱交パーティーのようだった」とし、ドルチェ＆ガッバーナを批判した 。フェミニストのライターであるルイーズ・ペニントンはハフィントンポストのイギリス版にこの広告について、以下のコメントを寄せた。
この画像は、ファッション・美容業界とポルノの主流化の間に大きな関係があることを明らかにしており、ファッション業界における女性蔑視が蔓延していることをしめす重大な例である。

この画像を見てもなんとも思わないヒトは、レイプ文化の存在や、ポルノじみた主流メディアにおいて、女性の身体から人間性が奪われていることを理解していないだろう。

"This particular image is a representative of an increasingly misogynistic contraction of women in the fashion industry demonstrating very clear links between the fashion-beauty industry and the mainstreaming of pornography. Those who suggest this image is harmless fail to recognize the reality of rape culture and the dehumanization of women's bodies in our pornographic mainstream media."

### 香港店撮影拒否問題

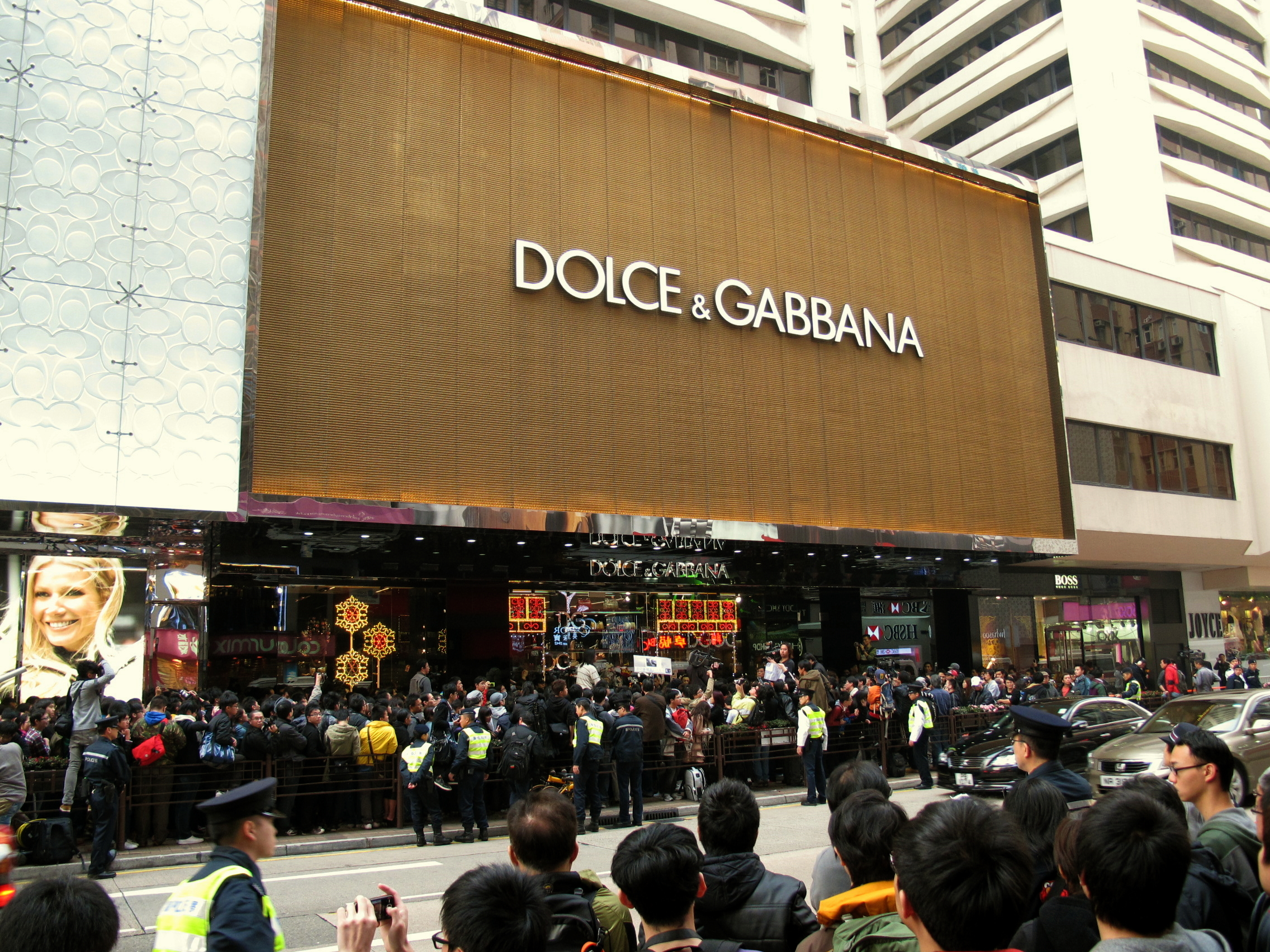
2012年1月8日 広東道のドルチェ&ガッバーナ店舗前

2011年12月、香港九龍尖沙咀にある海港城店を通りすがりの香港人が撮影しようとしたところ、警備員に店舗は私有物という理由で阻止された。2012年1月4日、これを聞きつけた蘋果日報の記者が実際にドルチェ&ガッバーナの撮影を敢行したところ、警備員が看板とショーウインドーの商品に知的所有権があると主張して妨害に遭い、一方で中国本土からの客は例外扱いにしていることを発見した。記者は「公道でを撮影することに何ら問題はない」という法律家の言葉とともに、これを香港人への不当な扱いとして報道すると、店の前に何千人もの香港市民の撮影者が殺到することになった。ドルチェ&ガッバーナ本社は2012年1月18日になって謝罪文を発表した。このような問題には、中国本土からの観光客のためのブランドショップが次々と立ち並ぶことなどへの反大陸感情が背景にあるといわれる。

### 人種差別問題
2018年11月に中国・上海でコレクションショーを予定していたが、宣伝のためにD&Gが制作し11月18日に公開した動画が人種差別的であると批判が高まり、11月21日にショーの中止を発表し、デザイナー二人が関係者に謝罪した。宣伝用動画は東洋人モデルがピザなどのイタリア料理を箸で食べにくそうに格闘する姿を映したもので、箸を木の棒と呼んだり、ナイフとフォークのようにうまく食べられないことを揶揄するようなナレーションが入っていた。さらにガッバーナがSNSに抗議してきたユーザーに対し、「中国は無知で汚くて臭いマフィアだ」「今後全ての国際的なインタビューでは中国はクソ（排泄便の絵文字連打で表現）の国だと説明するね」などと返信していたことが発覚（D&G側はアカウントのハッキングを主張）、中国人セレブリティら招待客や出演予定のモデルらが出席拒否を次々と表明し、中国のECサイトからD&G製品が削除されたり、空港で製品が撤去されたりなど、大騒動となった。11月23日にデザイナー二人が改めて謝罪動画を公開したものの、SNSでの暴言込みでの謝罪なのかハッキリしない内容になっている。